# Pedicularis groenlandica
Pedicularis groenlandica är en snyltrotsväxtart som beskrevs av Anders Jahan Retzius. Pedicularis groenlandica ingår i släktet spiror, och familjen snyltrotsväxter. Utöver nominatformen finns också underarten P. g. groenlandica.

## Bildgalleri

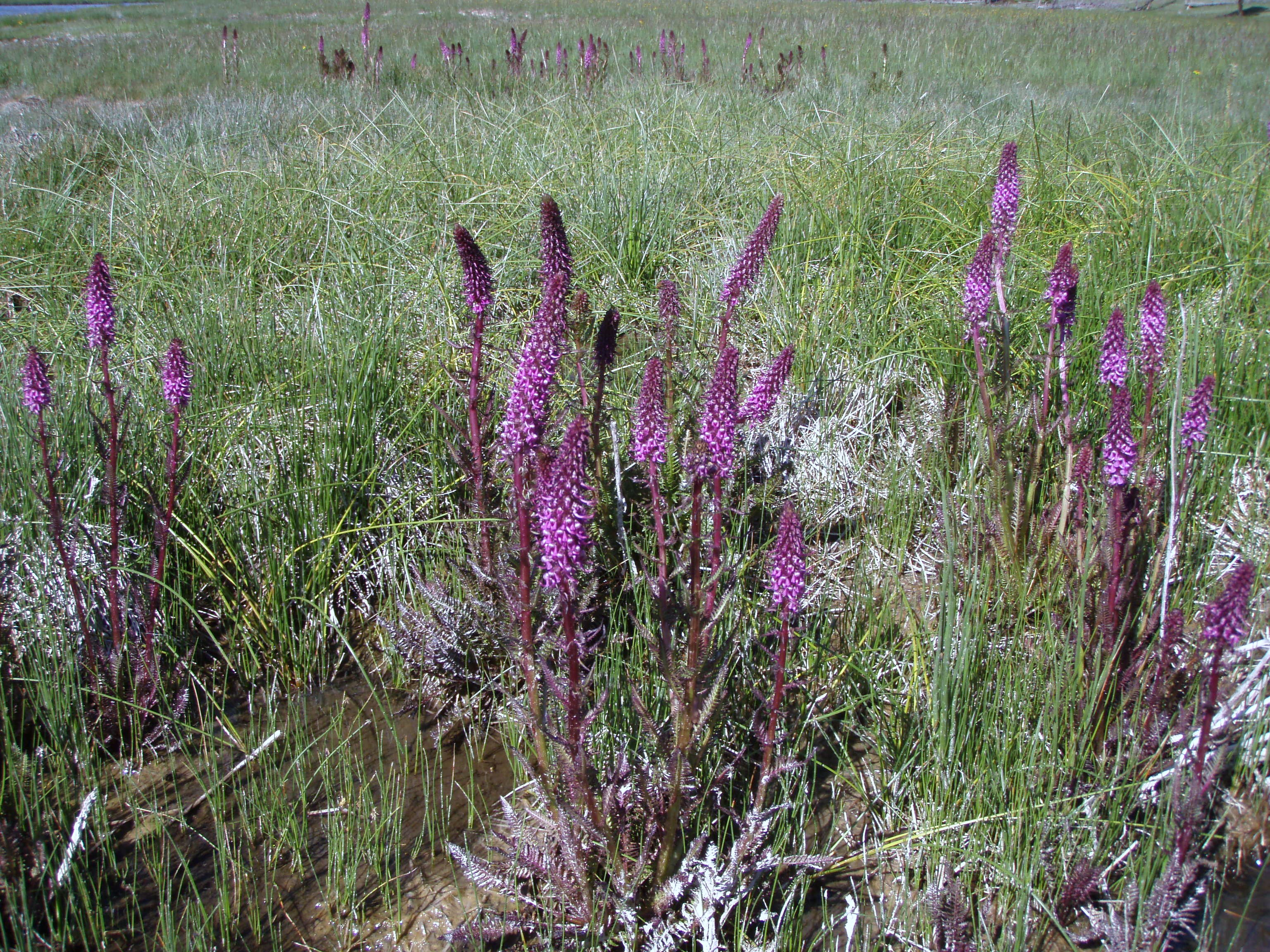
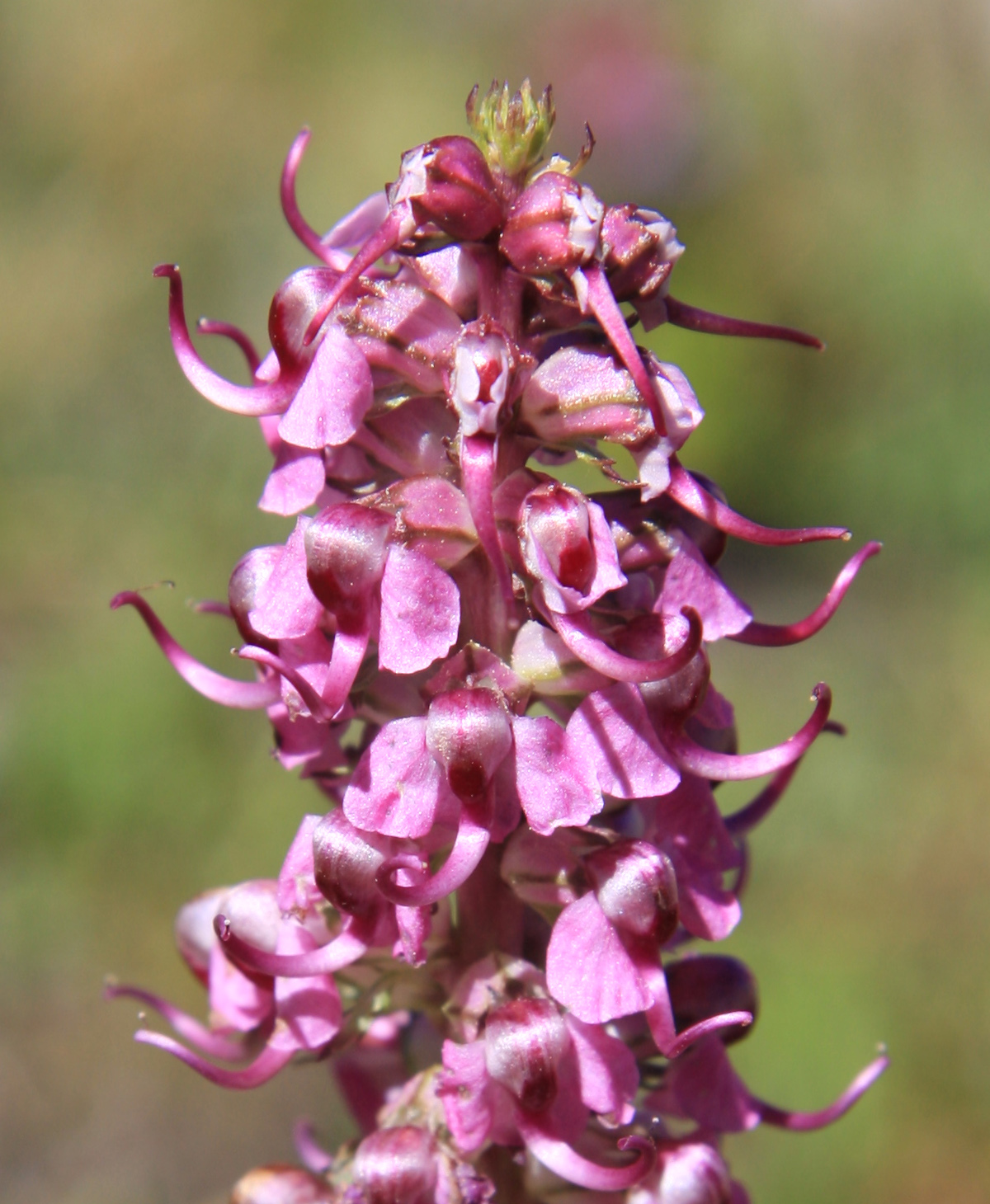
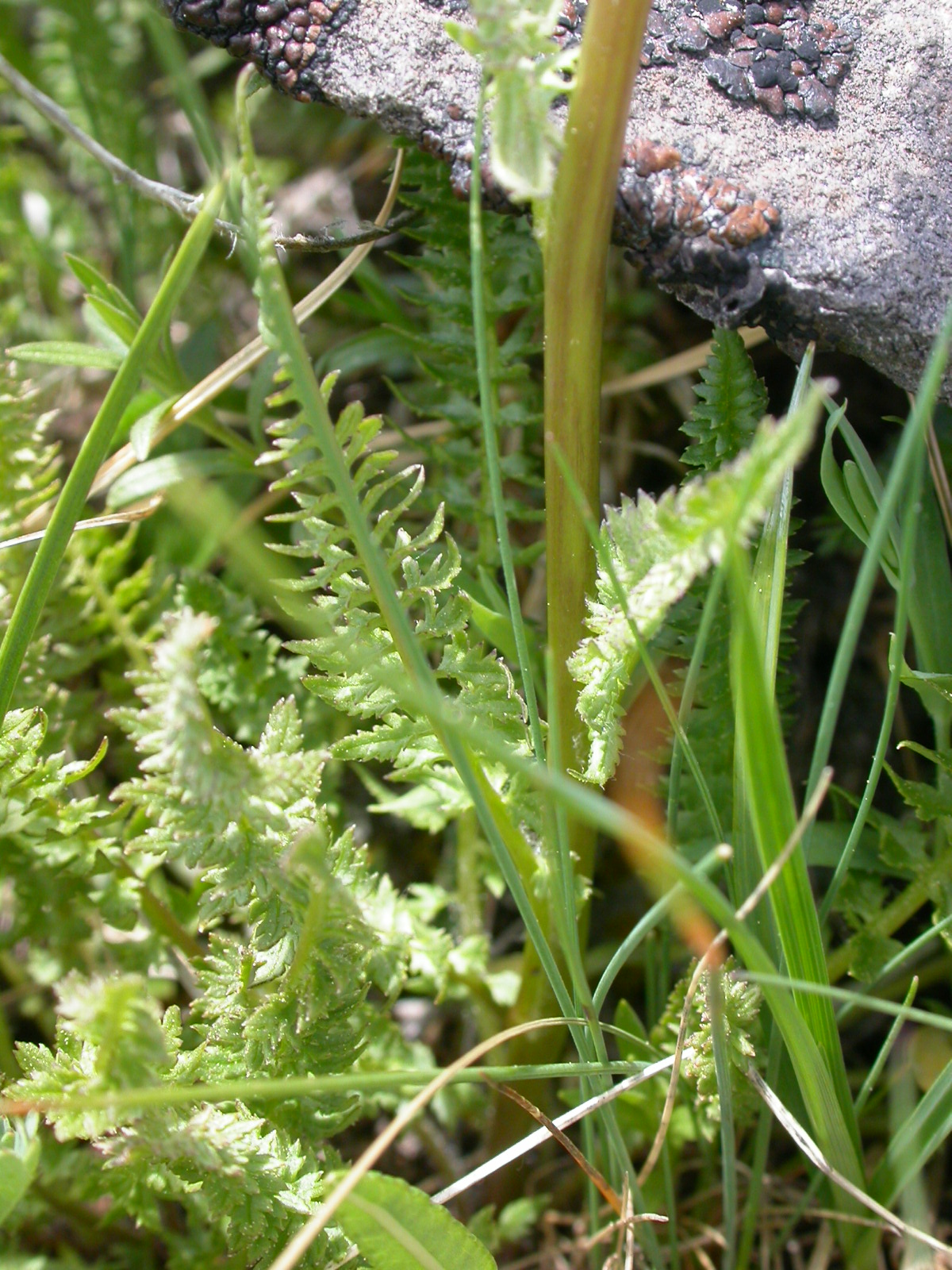
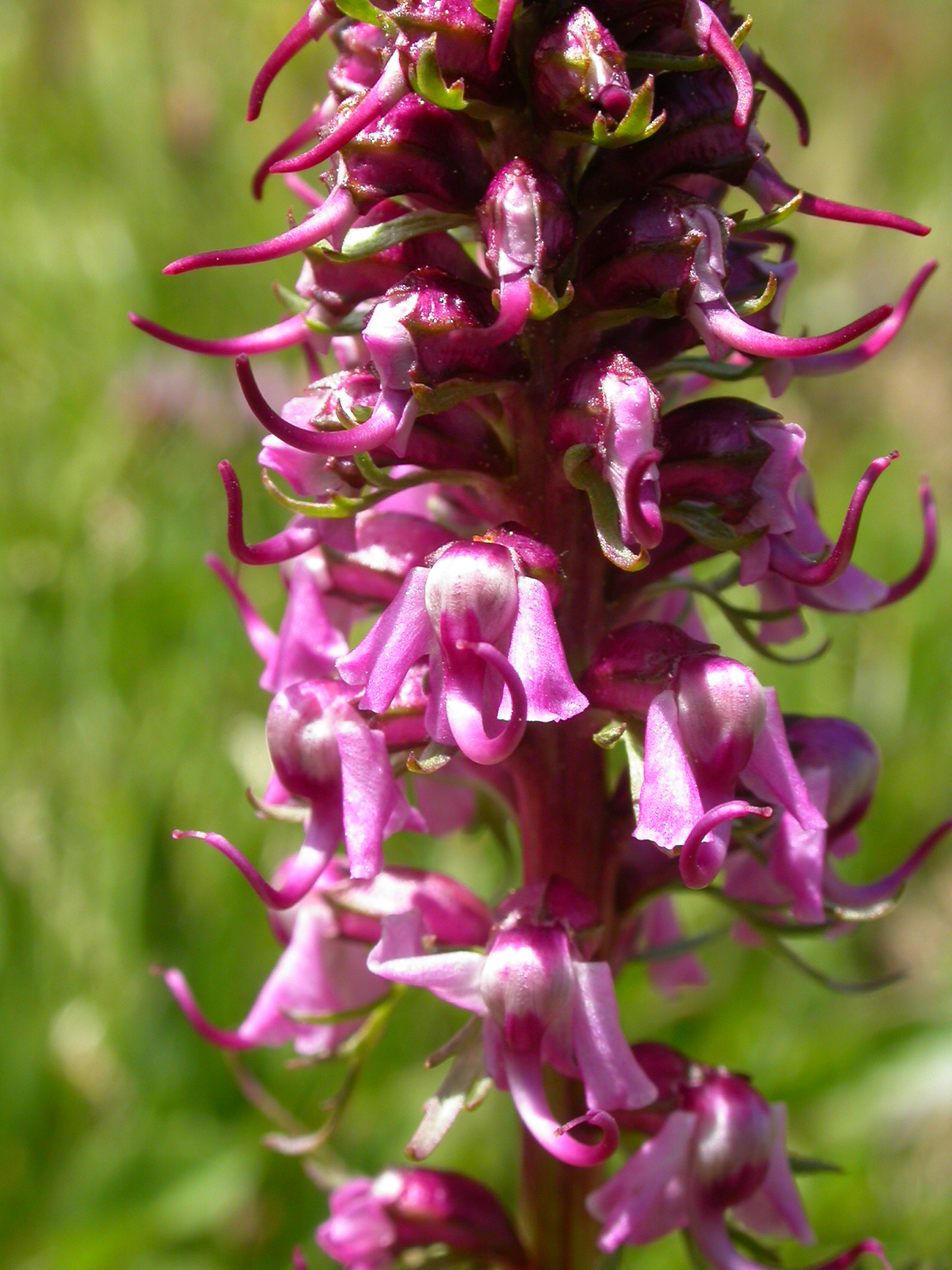
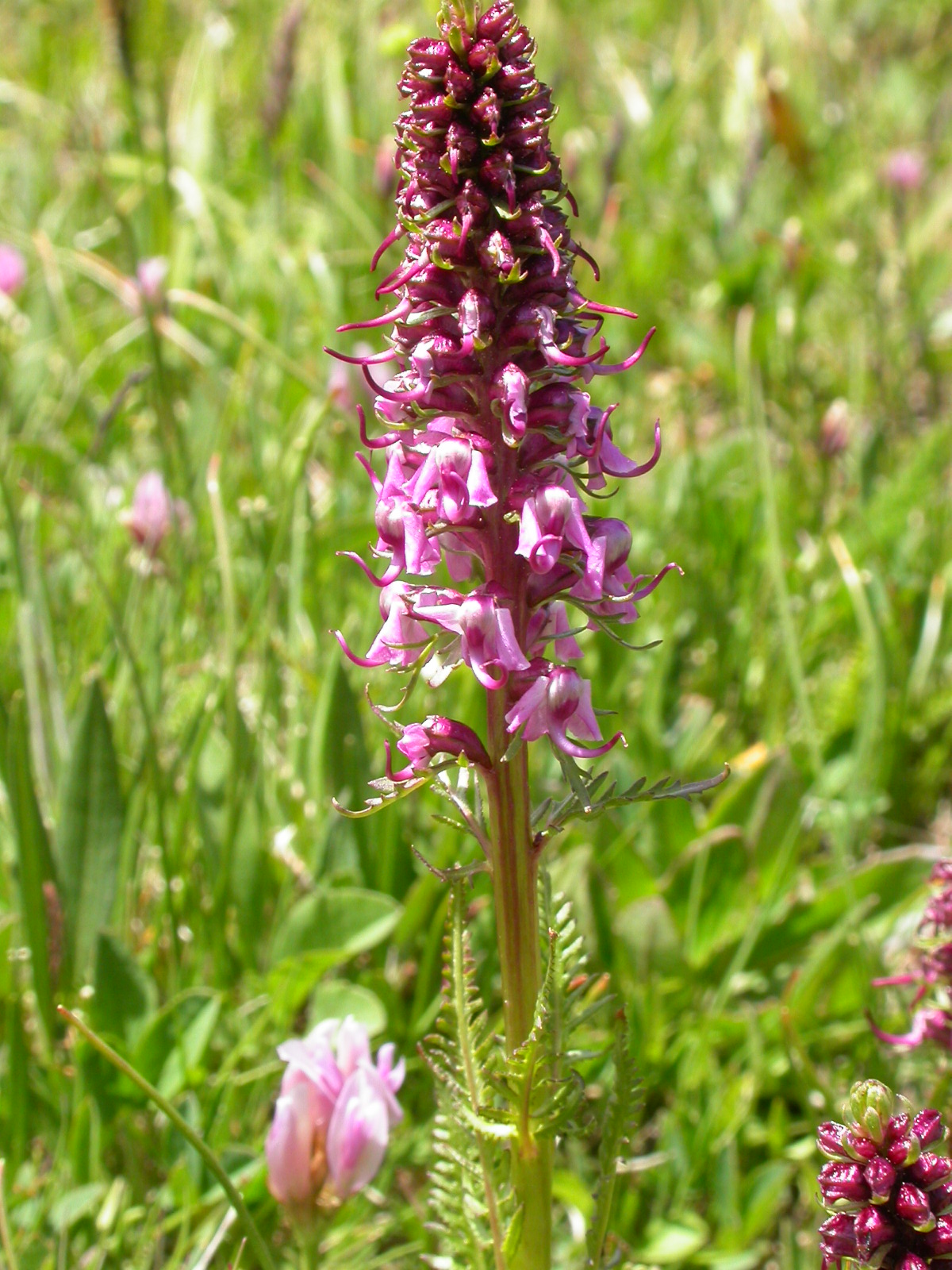
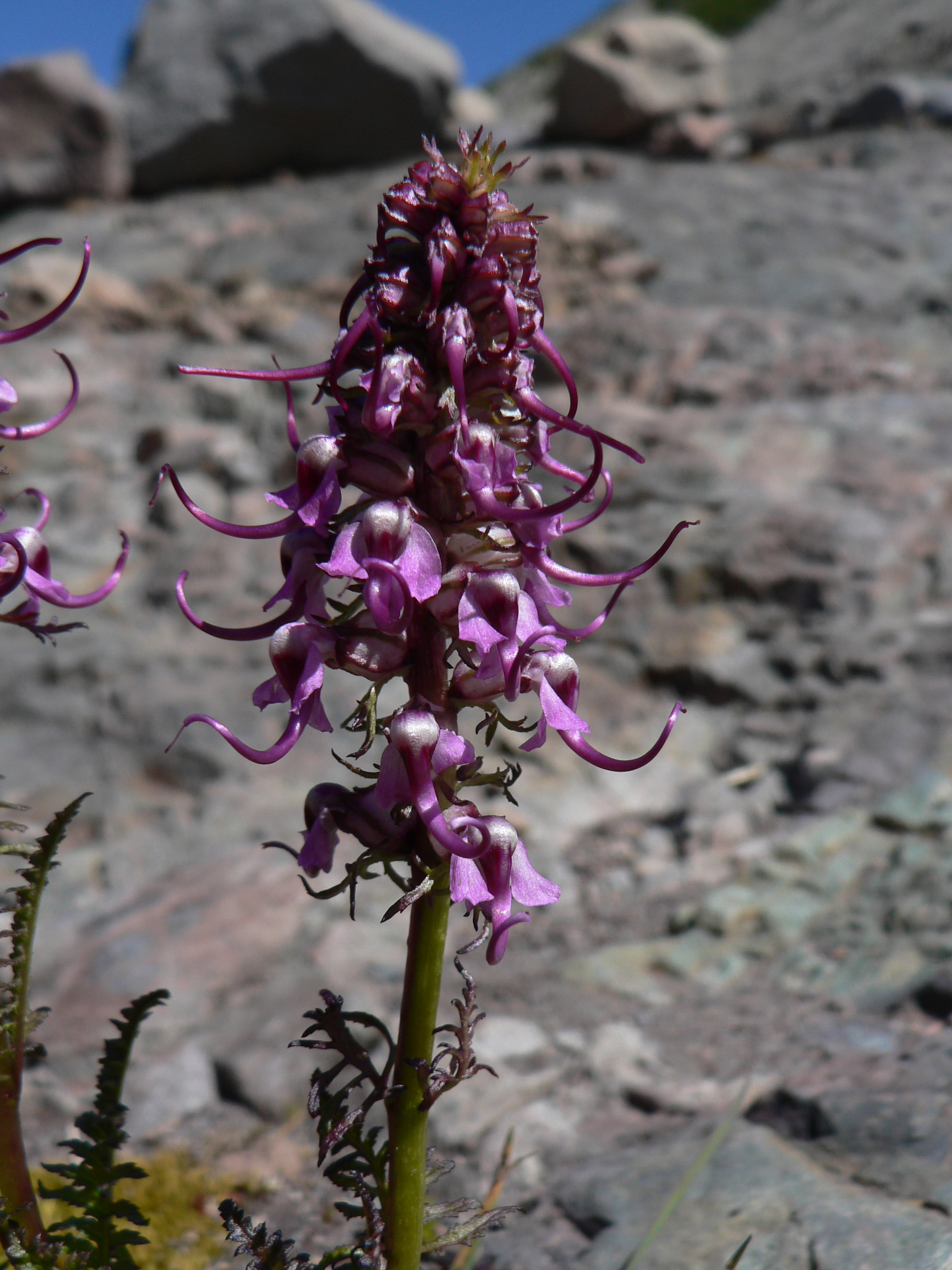